# Красноармейский (Панкрушихинский район)
Красноармейский — посёлок в Панкрушихинском районе Алтайского края России. Входит в состав Зятьковского сельсовета.

## География
Расположен в северо-западной части края, возле пруда.
Климат
континентальный, средняя температура января составляет −18,7 °C, июля — 22 °C. Годовое количество атмосферных осадков — 465 мм.

## История
Посёлок возглавлял Красноармейский сельсовет до его упразднения путём объединения с Зятьковским сельсоветом.

## Население
| 1997 | 1998 | 1999 | 2000 | 2001 | 2002 | 2003 | 2004 | 2005 |
| ---- | ---- | ---- | ---- | ---- | ---- | ---- | ---- | ---- |
| 231  | ↗234 | ↗236 | ↗244 | ↘220 | ↘211 | →211 | ↘205 | ↘185 |
| 2006 | 2007 | 2008 | 2009 | 2010 | 2011 | 2012 | 2013 |      |
| ↘164 | ↗173 | ↘171 | ↗176 | ↘154 | ↘153 | ↘138 | ↘132 |      |

национальный состав
Согласно результатам переписи 2002 года, в национальной структуре населения русские составляли 94 % от 210 жителей.

## Инфраструктура
Экономика
Основное направление экономики — сельское хозяйство.

## Транспорт
Посёлок доступен по автодороге межмуниципального значения «станция Панкрушиха — Зятьково — Борисовский» (идентификационный номер 01 ОП МЗ 01Н-3204).